# Vacrothele digitata
Espèce
Synonymes
- Macrothele digitata Chen, Jiang & Yang, 2020

Vacrothele digitata est une espèce d'araignées mygalomorphes de la famille des Macrothelidae.

## Distribution
Cette espèce est endémique du Guangxi en Chine,.

## Description
Le mâle holotype mesure 18,07 mm et la femelle paratype 20,04 mm.

## Systématique et taxinomie
Cette espèce a été décrite sous le protonyme Macrothele digitata par Chen, Jiang et Yang en 2020. Elle est placée dans le genre Vacrothele par Tang, Wu, Zhao et Yang en 2022.

## Publication originale
- Chen, Jiang & Yang, 2020 : « Two new species of the genus Macrothele of China (Araneae, Macrothelidae). » Journal of Guangxi Normal University (Natural Science Edition), vol. 38, no 1, p. 114-119.